# Sette giorni di gennaio
Sette giorni di gennaio (Siete días de enero) è un film del 1979 diretto da Juan Antonio Bardem.

## Riconoscimenti
- 1979 - Festival cinematografico internazionale di Mosca
  - Gran premio